# Blason de Galice

Armes de Galice.

Les armes de Galice, communauté autonome au nord-ouest de l'Espagne, reconnue nation historique du royaume d'Espagne, sont décrites et régies par une loi du Parlement de Galice relative aux symboles de Galice (Lei de Símbolos de Galicia, aprobada polo Parlamento da Comunidade Autónoma o 23 de xuño de 1984) du 23 juin 1984.

## Obligations d'usage
Aux termes de la loi, l'écu de la Galice devra figurer :
- dans les drapeaux auxquels l'article 5 de la loi se rapporte ;
- dans les lois de la Galice que le Président du Gouvernement de la communauté autonome de Galice promulgue, au nom du roi ;
- dans les plaques sur les façades des locaux de l'Administration autonome ;
- dans les poinçons à sec avec de la cire à cacheter de la Communauté autonome ;
- dans les titres accréditifs de décorations galiciennes ;
- dans les publications officielles ;
- dans les documents, les imprimés, les poinçons et les en-têtes d'usage officiel de la Communauté ;
- dans les diplômes et les titres.

## Héraldique
Les armes de Galice se blasonnent ainsi : D’azur au calice d’or, surmonté d'une hostie d'argent, et accompagné de sept croisettes du même, 3 à dextre, 3 à sénestre et une en chef. L'écu est timbré d'une couronne royale.

Ce sont des armes parlantes qui évoquent le nom Galice (Galicia) par un à-peu-près : calice (cáliz), le nom antique de la Galice étant Callaecia, sans pour autant qu'il s'agisse en rien du nom d'un quelconque vase sacré.

## Anciens blasons

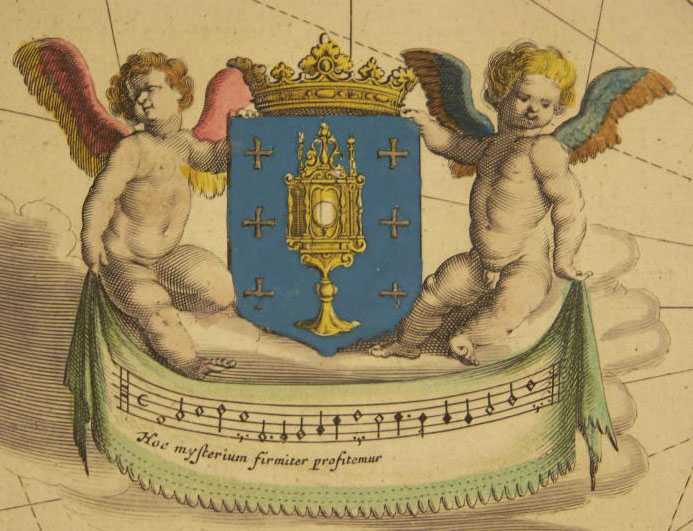
Détail d'un cartographie de Ioannes Baptista Vrints (XVIe siècle).
Armes de l'ancien royaume de Galice, d'après le blason décrit dans L'Enciclopédie, Diderot et D'Alembert, Blasons Art Heraldique et les dessins montrés dans l'ouvre de Jean et Lucas Doetecum, Les pompes funèvres de l'empereur Charles V (XVIe siècle).

## Le Saint Calice
Le Saint Calice (Santo Graal en galicien) est un des plus anciens symboles historiques qui représente la Galice comme institution politique. Le Saint Calice apparait dans un document pour la première fois comme identifiant les rois de Galice dans des armoiries anglaises en 1282.
La représentation graphique des armes du royaume de Galice n'a cessé d'évoluer à travers les siècles. Le Calice d'un graphisme à l'origine fermé (armoiries Bergshammar, Suède, 1436 et Gymnich, Flandres, 1445) il a évolué vers une forme ouverte.
La standardisation graphique moderne des Armes ou Blason de Galice a été établie en 1972 par la Real Academia Galega (RAG), l'Académie Royale Galicienne.